# الینس میل (ویرجینیا)
الینس میل، ویرجینیا (به انگلیسی: Allens Mill, Virginia) یک منطقهٔ مسکونی در ایالات متحده آمریکا است که در ویرجینیا واقع شده‌است.